# Makena Onjerika
Makena Onjerika est une écrivaine kényane, gagnante du prix Caine 2018 pour l'écriture africaine, faisant d'elle la quatrième personne de son pays à le gagner, après les victoires de Binyavanga Wainaina en 2002, d'Yvonne Adhiambo Owuor en 2003 et d'Okwiri Oduor en 2013.

## Carrière
En juillet 2018, Makena Onjerika gagne le prix Caine pour l'écriture africaine, souvent décrit comme le plus important prix littéraire africain, pour sa nouvelle intitulée Fanta Blackcurrant, publiée en 2017 dans le magazine littéraire britannique Wasafiri. Le président du jury du prix Caine, le romancier et écrivain américano-éthiopien primé Dinaw Mengestu, annonce Makena Onjerika comme la gagnante du prix de 10 000 £ lors du dîner de remise des prix. La cérémonie a eu lieu pour la deuxième fois à la Maison du Sénat de l'université de Londres, en partenariat avec l'École des études orientales et africaines et le Centre d'études africaines. Dinaw Mengestu loue le récit de Makena Onjerika dans ses remarques en disant : « La lauréate du prix Caine de cette année est aussi féroce qu'elle présente - un récit forgé mais non défini par les rues de Nairobi, une histoire qui reste plus qu'un témoin. Fanta Blackcurrant de Makena Onjerika préside à la création d'une grammaire et d'une architecture qui évitent toute trace de sentimentalité au profit d'un récit qui hante par son humour, sa tristesse et son intimité ».
Makena Onjerika est diplômée (Master of Fine Arts) du programme d'écriture créative de l'université de New York et a été publiée dans Urban Confusions et Wasifiri.
Elle vit à Nairobi au Kenya et travaille actuellement sur une nouvelle de fantasy.